# دنيس فرانكلين
دنيس فرانكلين (بالإنجليزية: Dennis Franklin)‏ هو لاعب كرة قدم أمريكية أمريكي، ولد في 24 أغسطس 1953 في ماسيلون في الولايات المتحدة.

## وصلات خارجية
- دنيس فرانكلين على موقع مرجع كرة القدم المحترفة.كوم (الإنجليزية)